# Копоний
Копо́ний (лат. Coponius; умер после 9 года) — первый прокуратор римской провинции Иудеи в период с 6 года  н. э. по 9 год. Как и прочие прокураторы, происходил из всаднического сословия и «имел право жизни и смерти».

## Биография
Во время наместничества Копония произошло восстание Иуды Галилеянина, поводом к которому послужила произведённая римским наместником Сирии Квиринием по приказу императора Августа перепись населения для последующего обложения налогами.
Тогда же случилось ещё одно событие, засвидетельствованное Иосифом Флавием: «В праздник Пасхи, когда двери Храма были открыты, в полночь, случилось, что несколько самарян вошли в первую дверь и рассыпали человеческие кости вдоль колоннады святилища. Вскоре после этого Копоний был отозван в Рим и замещён Марком Амбибулом». Возможно, что благодаря именно этому случаю одна из дверей Иерусалимского храма стала именоваться «дверью Копония».